# Mycomya divisa
Mycomya divisa är en tvåvingeart som beskrevs av Freeman 1951. Mycomya divisa ingår i släktet Mycomya och familjen svampmyggor. Inga underarter finns listade i Catalogue of Life.